# Коломбао (Леко)
Коломбао је насеље у Италији у округу Леко, региону Ломбардија.
Према процени из 2011. у насељу је живело 48 становника. Насеље се налази на надморској висини од 261 м.